# Ровередо ин Пјано
Ровередо ин Пјано (итал. Roveredo in Piano) је насеље у Италији у округу Порденоне, региону Фурланија-Јулијска крајина.
Према процени из 2011. у насељу је живело 5323 становника. Насеље се налази на надморској висини од 94 м.

## Становништво
Према резултатима пописа становништва 2011. у општини је живело 5.779 становника.
| 1931. | 1936. | 1951. | 1961. | 1971. | 1981. | 1991. | 2001. | 2011. |
| ----- | ----- | ----- | ----- | ----- | ----- | ----- | ----- | ----- |
| 1.566 | 1.442 | 1.553 | 1.602 | 2.410 | 3.542 | 4.249 | 4.853 | 5.779 |